# Казујоши Мијура
Казујоши Мијура (јап. 三浦 知良; 26. фебруар 1967) јапански је фудбалер. Познат је скраћено и као Казу, а и по надимку Краљ Казу. Закључно са јулом 2021. је са 54 година најстарији активни професионални фудбалер.

## Каријера
Током каријере је играо за Палмеирас, Коритиба, Верди Кавасаки, Ђенова, Кјото Санга, Висел Кобе и Јокохама и многе друге клубове.

## Репрезентација
За репрезентацију Јапана дебитовао је 1990. године. За тај тим је одиграо 89 утакмица и постигао 55 голова.

## Статистика
| Јапан  | Јапан   | Јапан  |
| Година | Наступи | Голови |
| ------ | ------- | ------ |
| 1990.  | 3       | 0      |
| 1991.  | 2       | 0      |
| 1992.  | 11      | 2      |
| 1993.  | 16      | 16     |
| 1994.  | 8       | 5      |
| 1995.  | 12      | 6      |
| 1996.  | 12      | 6      |
| 1997.  | 19      | 18     |
| 1998.  | 1       | 0      |
| 1999.  | 0       | 0      |
| 2000.  | 5       | 2      |
| Укупно | 89      | 55     |